# آرون درو
آرون درو (انگلیسی: Aaron Drewe؛ زادهٔ ۸ فوریهٔ ۲۰۰۱) بازیکن فوتبال است.